# Ash-Shaykh Badr
Ash-Shaykh Badr is een plaats in het Syrische gouvernement Tartus en telt 47.982 inwoners (2008).